# ワン・カインド・フェイヴァー
『ワン・カインド・フェイヴァー』（One Kind Favor）は、アメリカ合衆国のブルース・ミュージシャン、B.B.キングが2008年に発表したスタジオ・アルバム。キングは2015年に89歳で死去しており、結果的に生涯最後のスタジオ・アルバムとなった。

## 背景
T・ボーン・バーネットがプロデューサーに起用され、キング自身はバーネットの音作りに関して「彼は私が1950年代に作ってきたレコードのサウンドを好んでいた」と語っている。本作のレコーディング・セッションは、ジム・ケルトナーとジェイ・ベラローズのツイン・ドラムス編成で行われ、ベラローズは2009年のインタビューにおいて「ジムは船長のような存在だった」「2人で同じ演奏をすることもあれば、ジムが音数の多い演奏をしている間、僕はとにかくパーカッション的な演奏に徹したこともあった」と振り返っている。
収録曲のうち3曲は、ロニー・ジョンソンの録音で知られる曲のカヴァーで、キングはジョンソンに関して「私はずっとロニー・ジョンソンのようになりたかった」「彼は、たとえカントリーやジャズをやっても、しっくり来たと思うよ」という賛辞を述べている。
2008年当時は日本発売されず、日本初回盤(UICY-77459)は2015年9月16日、SHM-CDとしてリリースされた。

## 反響
アメリカの総合アルバム・チャートBillboard 200では、2008年9月13日に最高37位を記録し、エリック・クラプトンとのコラボレーション・アルバム『ライディング・ウィズ・ザ・キング』（2000年）を含めれば、自身8年ぶり・5作目の全米トップ40アルバムとなった。また、『ビルボード』のブルース・アルバム・チャートでは、合計9週にわたり1位を獲得した。
フランスのアルバム・チャートでは4週トップ200入りし、最高137位を記録して、『ライディング・ウィズ・ザ・キング』以来8年ぶりに、同国におけるトップ200入りを果たした。

## 評価
第51回グラミー賞では、最優秀トラディショナル・ブルース・アルバム賞を受賞した。
Stephen Thomas Erlewineはオールミュージックにおいて5点満点中4.5点を付け「彼が"The Thrill Is Gone"のクロスオーヴァー・ヒットを受けて発表した多数のアルバムと異なり、虚飾を排した仰々しさのないサウンドで、ゲスト・スターに依存せず、収録曲も正統派のブルースである」と評している。マーク・ケンプは2008年9月4日付の『ローリング・ストーン』誌のレビューで5点満点中4点を付け「ここ何年かのB.B.キングの最高傑作というだけでなく、彼のキャリア全体においても『シンギン・ザ・ブルース』や『ルシール』といった傑作に並ぶ、最高のスタジオ・アルバムの一つ」「82歳にして、いかに過去の情熱を取り戻したのか? それはもちろん、控え目に言っても晩年のロバート・プラントやジョン・メレンキャンプに威厳を与えたプロデューサー、T・ボーン・バーネットの手腕による」と評した。また、Jon Parelesは2008年8月24日付の『ニューヨーク・タイムズ』紙において「スタジオ・ライヴによる演奏は、とても気の利いたクラブにおける、深夜の部のステージを思わせる」「キングのブルースの痛み、怒り、気品、そして鋭利さは、衰え知らずの本物である」と評している。

## 収録曲
1. シー・ザット・マイ・グレイヴ・イズ・ケプト・クリーン - "See That My Grave Is Kept Clean" (Lemon Jefferson, Furry Lewis) – 4:49
2. アイ・ゲット・ソー・ウィアリー - "I Get So Weary" (Jean Williams) – 4:17
3. ゲット・ジーズ・ブルース・オフ・ミー - "Get These Blues Off Me" (Lee Vida Walker) – 4:30
4. ハウ・メニー・モア・イヤーズ - "How Many More Years" (Chester Burnett) – 3:10
5. ウェイティング・フォー・ユア・コール - "Waiting for Your Call" (T-Bone Walker) – 6:02
6. マイ・ラヴ・イズ・ダウン - "My Love Is Down" (Lonnie Johnson) – 5:25
7. ザ・ワールド・ゴーン・ロング - "The World Gone Wrong" (Mississippi Sheiks) – 4:24
8. ブルース・ビフォア・サンライズ - "Blues Before Sunrise" (John Lee Hooker) – 4:21
9. ミッドナイト・ブルース - "Midnight Blues" (John Willie "Shifty" Henry) – 3:49
10. バックウォーター・ブルース - "Backwater Blues" (L. Johnson) – 7:36
11. シッティン・オン・トップ・オブ・ザ・ワールド - "Sitting on Top of the World" (Mississippi Sheiks) – 3:41
12. トゥモロウ・ナイト - "Tomorrow Night" (L. Johnson) – 5:00

## 参加ミュージシャン
- B.B.キング - ボーカル、リードギター
- ジョニー・リー・シェル - ギター(on #1, #4, #5, #6, #9, #11)
- スティーヴン・ブルトン - ギター(on #12)
- ドクター・ジョン - ピアノ(all songs)
- ニール・ラーセン - ハモンドオルガン(on #1, #3, #5, #9)
- ネイザン・イースト - アコースティックベース(all songs)
- マイク・エリゾンド - エレクトリックベース(on #1, #2, #4, #5, #12)
- ジム・ケルトナー、ジェイ・ベラローズ - ドラムス、パーカッション(all songs)
- ダレル・レナード - トランペット(#1を除く全曲)、ホーン・アレンジ(on #2, #4, #6, #7, #8, #9, #11, #12)
- ジェフ・マルダー - ホーン・アレンジ(on #3, #6, #10)
- スヌーキー・ヤング（英語版） - トランペット(on #2, #4, #12)
- アイラ・ネプス - トロンボーン(on #2, #3, #4, #6, #7, #8, #9, #10, #11, #12)
- キース・フィドモント - アルト・サクソフォーン(on #3, #7, #8, #9, #11)
- ジェフリー・クレイトン - アルト・サクソフォーン(on #6, #10)
- リッキー・ウッダード（英語版） - テナー・サクソフォーン(on #2, #3, #4, #6, #7, #8, #9, #10, #11, #12)
- チャールズ・オーウェンズ - テナー・サクソフォーン(on #2, #4, #12)
- トーマス・ピーターソン - テナー・サクソフォーン(on #6)、バリトン・サクソフォーン(on #10)
- アーニー・フィールズ・ジュニア - バリトン・サクソフォーン(on #2, #3, #4, #6, #7, #8, #9, #11, #12)